# Distretto di Hôvsgôl
Il distretto di Hôvsgôl è uno dei quattordici distretti (sum) in cui è suddivisa la provincia del Dornogov', in Mongolia. Conta una popolazione di 1.531 abitanti (censimento 2009). 